# Monasterio de Myadaung
Monasterio de Myadaung (en birmano: မြတောင်ကျောင်း; también conocido como el Monasterio de la Reina) fue un monasterio budista construido en 1885 bajo el patrocinio de la Reina Supayalat. El Monasterio Myadaung estaba ubicado a 1 milla (1,6 km) al suroeste del Palacio de Mandalay, y fue profusamente tallado y dorado en oro. Como un excelente espécimen de la arquitectura birmana, Lord Curzon ordenó su conservación en diciembre de 1901.